# Pompeyo el conquistador
Pompeyo el conquistador is een Mexicaanse komische dramafilm uit 1953, geregisseerd door René Cardona, met in de hoofdrollen Joaquín Pardavé, Manolo Fábregas en Pepita Morillo.
De decors van de film zijn ontworpen door Manuel Fontanals.

## Rolverdeling
| Acteur            | Personage                  |
| ----------------- | -------------------------- |
| Joaquín Pardavé   | Don Pompeyo Gallo, Froilán |
| Manolo Fábregas   | Carlos                     |
| Pepita Morillo    | Rosaura                    |
| Lily Aclemar      | Milagros                   |
| Jorge Sareli      | Almirindo Campeiro         |
| Gloria Mestre     | Lucila                     |
| Jesús Valero      | Doctor Sarcófago Puntilla  |
| Tana Lynn         | Palmira                    |
| Roberto Cobo      | Crisanto Naranjo           |
| Antonio Monsell   | Beto                       |
| Julián de Meriche | Maestro de baile           |